# Púshchino
Púshchino o Púschino (en ruso: Пущино, AFI: [ˈpuɕːɪnə]) es una ciudad ubicada en el Óblast de Moscú, Rusia y un importante centro científico de la Academia Rusa de Ciencias. Situado a 100 kilómetros al sur de Moscú, y 13 km al sureste de Sérpujov, en el lado derecho del río Oká frente a la Reserva natural Prioksko-Terrasni.

## Historia
La ciudad toma su nombre de la aldea de Púshchino, que fue mencionada por primera vez en los registros de 1579 ("catastros") de Iván el Terrible como un feudo de la familia Pushchin. La moderna ciudad de Púshchino fue fundada en 1956 en la colina sobre el río Oká, uno de los terrenos más altos de la región de Moscú, para albergar el nuevo Observatorio Radioastronómico, un importante recurso que continúa contribuyendo al mapeo de vuelos espaciales. Esto fue seguido por el establecimiento de Púshchino como naukogrado (lit. «ciudad de la ciencia»), centrándose en las ciencias biológicas. Se le concedió el estatus de ciudad en 1966.
Varios asentamientos mesolíticos, neolíticos y de la Edad de Bronce existieron en el área próxima a Púshchino. Varios artefactos de la cultura de Dyakovo se han encontrado en las afueras de la ciudad actual. Una fortaleza de la Edad de Hierro data de hace 2500 años. A 1 km al oeste de Púshchino, en el vado importante del río Oká, en los siglos XII y XVI, se encontraba la antigua ciudad rusa de Teshilov, cuyos movimientos de tierra se pueden observar hoy en día.
A finales del siglo XVIII se estableció una prominente casa de campo con vistas al río en Púshchino, que durante un tiempo se convirtió en el hogar de Alexander Alyabyev (1787-1851), un aclamado compositor. Durante la Segunda Guerra Mundial, las divisiones de tanques del Eje llegaron a 20 km de Púshchino, y hasta 1970 la mansión sirvió como hospital. La mansión fue el escenario de la película de 1974 Una pieza inacabada para piano mecánico, del director Nikita Mijalkov. En la actualidad, la mansión se encuentra en mal estado y las ruinas siguen siendo un sitio turístico importante.

## Geografía
Las altitudes van desde 104 m (playa del Oká) a 219 m en la meseta. El río Oká, uno de los mayores afluentes del Volga, es un típico río de tierras bajas en la zona forestal de la parte europea de Rusia, con un valle bien establecido. Las principales características del Oká son las frecuentes inundaciones de primavera y otoño y las grandes fluctuaciones en sus niveles. Su ancho en Púshchino en promedio es de 150-200 m, sin superar los 250 m, y la profundidad alcanza los 3,75 m. La velocidad promedio del flujo es 0,25 m/s, con un volumen promedio 159 m³/s. Tres ríos pequeños en Púshchino se abren paso desde el Oká: el Khokhla, el Neglyadeyka y el Lyubozhiha.
Las orillas del Oká tienen afloramientos de piedra caliza de carbono en la superficie, parte de los cuales son bloques de deslizamientos de tierra. En algunos lugares (el valle del río Khokhla), la piedra caliza está cubierta con una capa delgada de tierra (15-20 cm). En tales lugares, nos encontramos con un relieve kárstico. Púshchino toma su agua de los pozos artesianos y el lecho de roca carbonatada proporciona agua subterránea rica en calcio. Las morrenas glaciares cubren la piedra caliza a cierta distancia del río, mientras que la llanura aluvial del Oká está bordeada por restos de dunas de arena del Pleistoceno tardío en la superficie de las terrazas superiores. Por lo tanto, el relieve de Púshchino es una meseta elevada preglacial, solapada con la morrena de Dnieper y desmembrada por una profunda erosión incrustada a una profundidad de 130-140 m.

## Cultura
La cultura religiosa prevaleciente es de la ortodoxia rusa, y una nueva iglesia del Arcángel Miguel se completó en 1990. La Escuela de Música Aleksandr Aliábiev tiene alrededor de 300 estudiantes, y Púshchino alberga el anual y ampliamente conocido "Festival de la Canción y el Bardo". Las instalaciones de la ciudad incluyen el club de entrenamiento de esquí Sport Palace Oka y la base de remo "Delfín" en el río Oká. Un lugar enfocado hacia la vida cultural es la "Casa de los Científicos".

## Ciencia
El Centro de Investigación de Púshchino de la Academia de Ciencias de Rusia alberga un componente principal del esfuerzo de la Federación de Rusia en los campos de física, química y biología molecular. Emplea a más de 3000 personas, de las cuales 800 tienen doctorados en ciencias o medicina. Los científicos de Pushchino han hecho contribuciones fundamentales a la biología molecular y celular, química bioorgánica, biología vegetal y del suelo, así como a la astronomía y astrofísica, incluido el descubrimiento de la supercorona solar y los campos magnéticos radiales dentro de ella, y el descubrimiento de las líneas de recombinación de radio de átomos altamente excitados.